# L'Avocat (géant processionnel)
Pour les articles homonymes, voir L'Avocat.

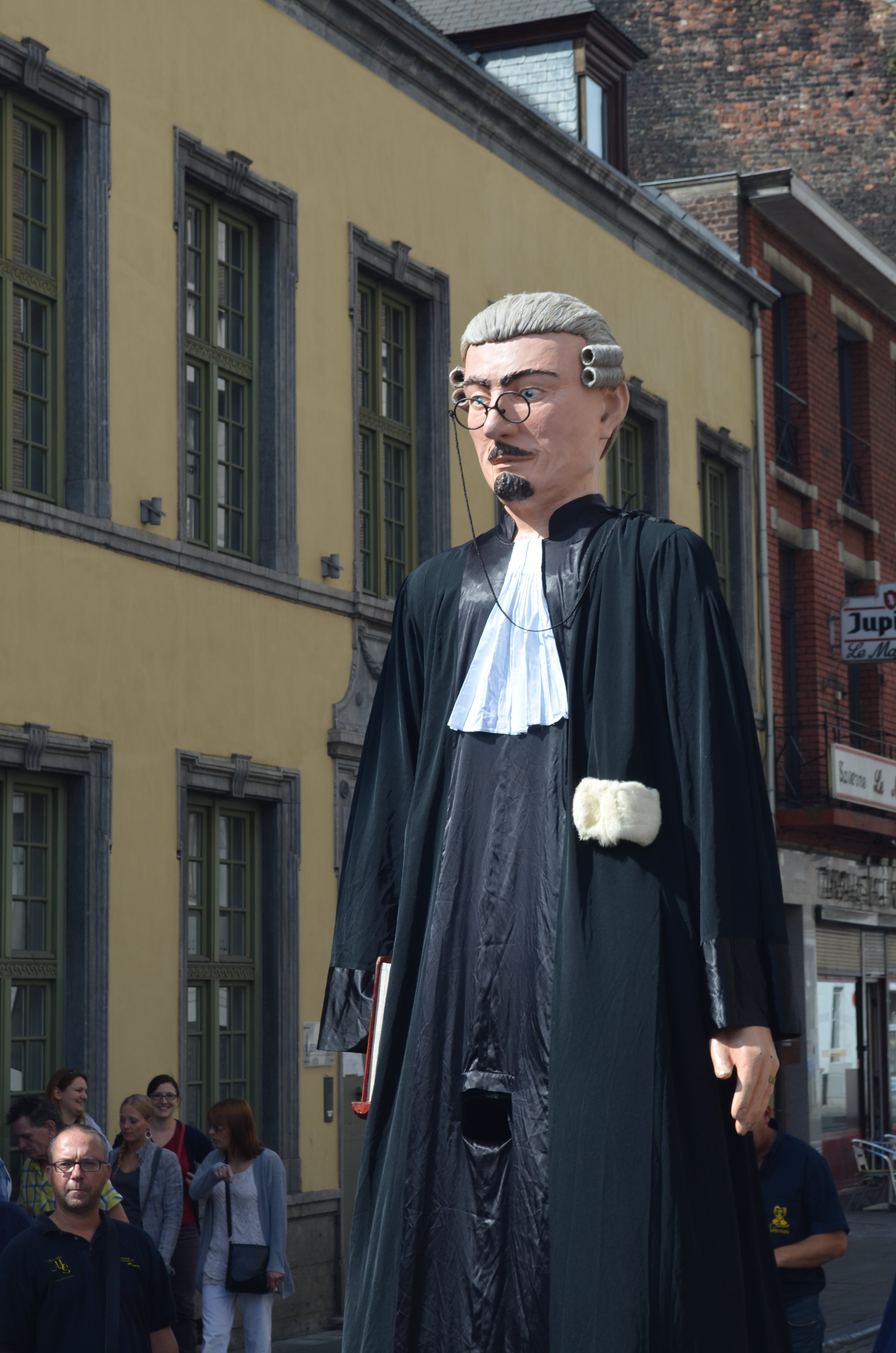
L'Avocat à Charleroi le 3 septembre 2016 pour les fêtes du 350e anniversaire de la ville.

L'Avocat est un géant de processions et de cortèges inauguré en 2000 et symbolisant la localité de Papignies, en Belgique,.

## Description
Son nom évoque le surnom attribué au XIXe siècle aux habitants de la localité et qui fut repris en 1932 par une chanson en patois.
Le géant, représentant un avocat d'autrefois, en robe, porte des lunettes anciennes (binocle) et une perruque. Il a une moustache en accent circonflexe et une barbichette à la pointe du menton. D'une hauteur de 3,70 m et d'un poids de 75 kg, il nécessite un seul porteur. Il est l'œuvre du sculpteur lessinois Xavier Parmentier. Un nouveau costume est confectionné en 2009. La figure d'avocat étant peu courante, le géant est invité à participer à des fêtes en France. Des géants français viennent ensuite à Papignies.